# Bharata (Sohn des Rishabha)
Bharata (Sanskrit: भरत bharata = ‚der Geschätzte‘), manchmal auch Bharata Chakravartin, trägt überwiegend legendenhafte Züge und war gemäß der jainistischen Überlieferung einer der ersten Könige Indiens. Er erhielt die Ehrenbezeichnung chakravartin, was in den indischen Religionen einen idealen Weltherrscher meint, der – in Orientierung am Dharma – verantwortungsvoll, ethisch und gütig sein Reich beherrscht.

## Überlieferung

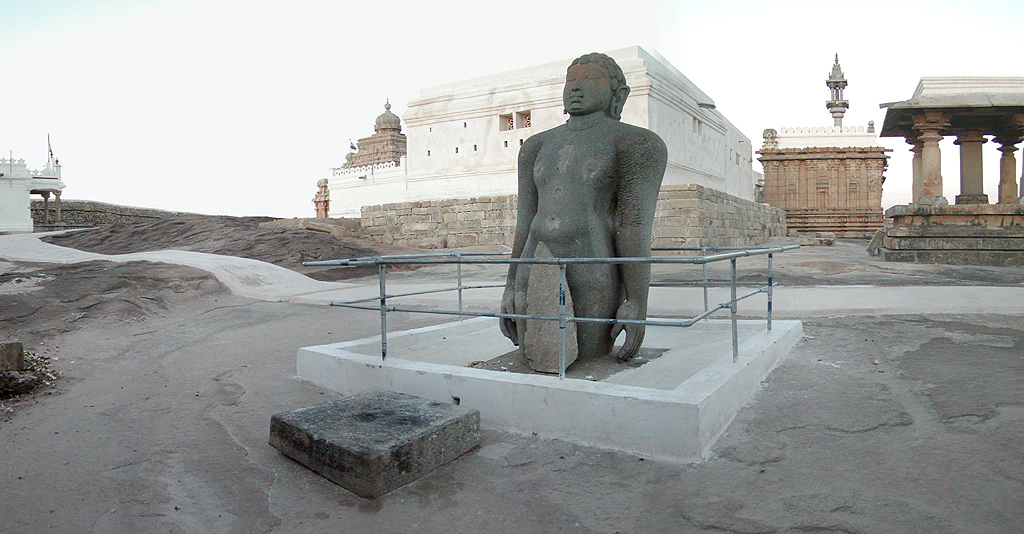
Bharata-Statue auf dem Chandragiri in Shravanabelagola

Es existieren sowohl hinduistische als auch jainistische Überlieferungsstränge zu einem mythischen König mit Namen Bharata, die sich teilweise berühren, teilweise aber auch unterscheiden. Gemäß den jainistischen Legenden war Bharata der älteste Sohn des Königs Rishabha und seiner Frau Yasaswati (oder auch Nanda bzw. Sumangala) und der Halbbruder des Jain-Tirthankaras Bahubali. In der Mitte seines Lebens entschloss sich Rishabha, ein besitz- und gewaltloser Asket zu werden und teilte sein Reich unter seinen ältesten Söhnen auf – Bharata erhielt das alte Kernland mit der Hauptstadt Ayodhya; Bahubali (auch Gomateshvara genannt) erhielt den südlichen Teil mit der Hauptstadt Podanpur. Es entbrannte ein Streit zwischen den beiden, der beinahe in einen Bruderkrieg mündete, jedoch durch einen Ringkampf entschieden wurde, aus dem Bahubali (bahu = Arm, bali = stark) als eindeutiger Sieger hervorging. Dieser verzichtete jedoch auf die Königswürde und entschloss sich – wie sein Vater – zu einem asketischen und gewaltfreien Leben. Bharata wurde der alleinige Herrscher – auf ihn geht die Bezeichnung „Bharata“ für Indien zurück.
Am Ende seines Lebens erlangte er moksha, d. h. die Erleuchtung oder die Allwissenheit und somit die Befreiung aus dem Kreislauf der Wiedergeburten (samsara).

## Darstellungen
Sowohl in der traditionellen hinduistischen als auch in der jainistischen Kunst existieren keine Darstellungen von Bharata. Erst in der hinduistischen Miniaturmalerei des 16./17. Jahrhunderts erscheint er manchmal.
In der südindischen Jain-Kultstätte von Shravanabelagola befinden sich zwei gegenüberliegende Hügel; während auf dem Vindhyagiri die Monumentalstatue von Bahubali/Gomateshvara steht, befindet sich auf dem Chandragiri eine deutlich kleinere Statue, die vom Volk gemeinhin als Bharata bezeichnet und verehrt wird.